# Africa Cup Sevens Femenino 2008
La Africa Sevens Femenino de 2008 fue la tercera edición del principal torneo de rugby 7 femenino de África.
El torneo otorgó dos plazas para la Copa del Mundo de Rugby 7 de 2009.

## Fase de grupos

### Grupo A
| Equipo    | Encuentros | Encuentros | Encuentros | Encuentros | Tantos  | Tantos    | Tantos     | Puntos |
| Equipo    | jugados    | ganados    | empatados  | perdidos   | a favor | en contra | diferencia | Puntos |
| --------- | ---------- | ---------- | ---------- | ---------- | ------- | --------- | ---------- | ------ |
| Sudáfrica | 3          | 3          | 0          | 0          | 110     | 5         | +105       | 9      |
| Kenia     | 3          | 2          | 0          | 1          | 42      | 55        | -13        | 7      |
| Zambia    | 3          | 1          | 0          | 2          | 50      | 51        | −1         | 5      |
| Uganda A  | 3          | 0          | 0          | 3          | 0       | 91        | -91        | 3      |

### Grupo B
| Equipo   | Encuentros | Encuentros | Encuentros | Encuentros | Tantos  | Tantos    | Tantos     | Puntos |
| Equipo   | jugados    | ganados    | empatados  | perdidos   | a favor | en contra | diferencia | Puntos |
| -------- | ---------- | ---------- | ---------- | ---------- | ------- | --------- | ---------- | ------ |
| Túnez    | 3          | 3          | 0          | 0          | 110     | 5         | +105       | 9      |
| Uganda   | 3          | 2          | 0          | 1          | 81      | 12        | +69        | 7      |
| Zimbabue | 3          | 1          | 0          | 2          | 24      | 83        | −59        | 5      |
| Botsuana | 3          | 0          | 0          | 3          | 0       | 115       | -115       | 3      |

## Fase Final

### Copa de oro
|  | Semifinales | Semifinales | Semifinales |        |           | Copa      | Copa | Copa |  |
|  |             |             |             |        |           |           |      |      |  |
|  |             |             |             |        |           |           |      |      |  |
|  | Sudáfrica   | Sudáfrica   | 26          |        |           |           |      |      |  |
|  | Sudáfrica   | Sudáfrica   | 26          |        |           |           |      |      |  |
|  | Kenia       | Kenia       | 5           |        |           |           |      |      |  |
|  | Kenia       | Kenia       | 5           |        | Sudáfrica | Sudáfrica | 24   |      |  |
|  |             |             |             |        | Sudáfrica | Sudáfrica | 24   |      |  |
|  |             |             | Uganda      | Uganda | 0         |           |      |      |  |
|  | Uganda      | Uganda      | Uganda      | Uganda | 0         | 7         |      |      |  |
|  | Uganda      | Uganda      |             |        |           | 7         |      |      |  |
|  | Túnez       | Túnez       | 0           |        |           |           |      |      |  |
|  | Túnez       | Túnez       | 0           |        |           |           |      |      |  |
|  |             |             |             |        |           |           |      |      |  |

| Bandera de Sudáfrica |
| Campeón Sudáfrica    |
| Tercer título        |